# U 20 (Kriegsmarine)
De U 20 was een Duitse U-boot van het Type IIB. De kiel van de U 20 werd op 1 augustus 1935 gelegd in de Germaniawerft in Kiel. De boot werd op 1 februari 1936 in gebruik genomen door de Kriegsmarine.

## Bevelhebbers
- 01-02-1936 - 30-09-1937: Hans Eckermann
- 01-10-1937 - 17-01-1940: Karl-Heinz Moehle
- 17-01-1940 - 15-04-1940: Harro von Klot-Heydenfeldt
- 02-04-1940 - 15-04-1940: Heinrich Driver
- 16-04-1940 - 07-06-1940: Hans-Jürgen Zetzsche
- 08-06-1940 - 05-01-1941: Ottokar Arnold Paulssen
- 06-01-1941 - 19-05-1941: Herbert Schauenburg
- 20-05-1941 - 04-12-1941: Wolfgang Sträter
- 05-12-1941 - 27-03-1942: Kurt Nölke
- 07-05-1942 - 26-05-1942: Clemens Schöler
- 27-05-1943 - 31-10-1943: Clemens Schöler
- 01-11-1943 - 10-09-1944: Karl Grafen

## DeU 20voor de Tweede Wereldoorlog
Vanaf de in dienst name tot het uitbreken van de Tweede Wereldoorlog was de U 20 onderdeel van het 3. Unterseebootsflottille in Kiel.

## DeU 20tijdens de Tweede Wereldoorlog
Van augustus 1939 tot oktober 1942 voer de U 20 de oorlogspatrouilles uit vanuit Noord-Duitse havens. Na oktober 1943 was de Zwarte Zee het patrouillegebied van de U 20. Op 26 juni 1943 werd de U 20 in de Zwarte Zee aangevallen met dieptebommen, door een marineschip dat een konvooi escorteerde. De U 20 raakte hierbij zwaar beschadigd en moest terugkeren naar de basis. In augustus 1944 gaf Roemenië zich over aan het Rode Leger, waardoor de Kriegsmarine in de Zwarte Zee werd afgesneden van de rest van het Duitse Rijk. Op 10 september 1944 werd de U 20 met opzet afgezonken voor de Zwarte Zeekust van Turkije.
De U 20 is zeventien keer op oorlogspatrouille geweest waarbij in totaal zestien schepen tot zinken werden gebracht van in totaal 35.212 ton. Eén ander schip werd beschadigd door een aanval van de U 20.

## Schepen tot zinken gebracht door deU 20
- 29-11-1939 Ionian (3.114 ton)
- 09-12-1939 Magnus (1.339 ton)
- 10-12-1939 Føina (1.674 ton)
- 10-12-1939 Willowpool (4.815 ton)
- 13-01-1940 Sylvia (1.524 ton)
- 27-01-1940 England (2.319 ton)
- 27-01-1940 Faro (844 ton)
- 27-01-1940 Fredensborg (2.094 ton)
- 27-01-1940 Hosanger (1.591 ton)
- 29-02-1940 Maria Rosa (4.211 ton)
- 01-03-1940 Mirella (5.340 ton)
- 16-01-1944 Vaijan Kutur´e (7.602 ton)
- 19-06-1944 Pestel´ (1.850 ton)
- 24-06-1944 DB-26 (9 ton)

## Het wrak van deU 20
In 2008 werd de U 20 teruggevonden op ongeveer 26 meter diepte voor de kust van de Turkse stad Zonguldak.